# 威德納鎮區 (印地安納州諾克斯縣)
威德納鎮區（英語：Widner Township）是位於美國印地安納州諾克斯縣的一個行政鎮區。

## 地方資料
根據2010年美國人口普查的數據，威德納鎮區的面積為106.80平方千米，當中陸地面積為106.70平方千米，而水域面積為0.10平方千米。當地共有人口1132人，而人口密度為每平方千米10.6人。